# Phytorophaga ventralis
Phytorophaga ventralis là một loài ruồi trong họ Tachinidae.